# ハード&ルーズ
『ハード&ルーズ』（Hard&Loose）は、原作:狩撫麻礼、作画:かわぐちかいじによる日本の漫画作品、およびそれを原作としたOVA作品。

## ストーリー
土岐正造。職業・私立探偵。事務所には電話と机しか置いておらず、依頼人と会うのはもっぱらどこかの喫茶店だが、昨今はやりの電話サービスが２４時間客からの電話を繋いでくれる。元ボクサー志望のボクシングファンだが、アピール慣れした昨今のボクサーとは水が合わず、久しく後楽園ホールへは足を運んでいない。それでもテレビ欄は眼を皿のようにしてチェックし、数少ないボクシングの中継は必ず見ている。競馬も好きだが負けの方が多く、お蔭様で借金生活ン十年。そんな彼への依頼は、お定まりの浮気調査から少し奇妙な人探し、はては猫探しまで。調査結果は、土岐と依頼人に奇妙な苦味を残す。ハードボイルドならぬ「ハード＆（で）ルーズ」な探偵の日常。

## 書籍情報
出版社:双葉社 
- ハード&ルーズ1（1984年5月、ISBN 9784575810837）
- ハード&ルーズ2（1985年1月、ISBN 9784575810844）
- ハード&ルーズ3（1985年9月、ISBN 9784575810851）
- ハード&ルーズ4（1986年5月、ISBN 9784575810868）
- ハード&ルーズ5（1986年9月、ISBN 9784575810875）
- ハード&ルーズ6（1987年2月、ISBN 9784575810882）
- ハード&ルーズ7（1987年8月、ISBN 9784575813999）

新装版
出版社:双葉社
- ハード&ルーズ1（1993年4月、ISBN 4-575-81868-2）
- ハード&ルーズ2（1993年5月、ISBN 4-575-81875-5）
- ハード&ルーズ3（1993年6月、ISBN 4-575-81882-8）
- ハード&ルーズ4（1993年7月、ISBN 4-575-81889-5）
- ハード&ルーズ5（1993年8月、ISBN 4-575-81894-1）
- ハード&ルーズ6（1993年9月、ISBN 4-575-81901-8）
- ハード&ルーズ7（1993年10月、ISBN 4-575-81910-7）

## OVA
アニメ『ハード&ルーズ 〜私立探偵・土岐正造トラブル・ノート〜』は1992年7月1日に発売されたOVA作品。

### 声の出演
- 土岐正造 - 渡辺裕之
- 田代 - 山寺宏一
- 大西修五郎 - 大塚明夫
- 邦子 - 島本須美
- 久保 - 青森伸
- 四条映子 - 江森浩子
- 女 - 松井菜桜子
- バーテン - 鈴木勝美
- 少年 - 高乃麗
- トラック運転手 - 茶風林
- 男 - 掛川裕彦

### スタッフ
- エグゼクティブプロデューサー - 蛭田元二
- プロデューサー - 高見正人、佐藤昭司
- 原作 - 狩撫麻礼、かわぐちかいじ「ハード&ルーズ」
- 監督・脚本・絵コンテ - 石黒昇
- キャラクターデザイン・作画監督 - 杉光登
- 演出 - 花井信也
- 美術監督 - 明石貞一
- 撮影監督 - 鳥越一志
- 音響監督 - 早瀬博雪
- 原画 - 清積紀文、友田政晴、栫久美子、小沢尚子、阿保孝雄、戸田真一、五月女浩一朗、金子秀一、溝井祐司、青井清年
- 特殊効果 - 山本公
- 色指定 - 小山尚美
- 音楽 - 渡辺勝
- 音響効果 - 松田昭彦
- 制作進行 - 浦野徹
- 制作担当 - 渡辺秀信
- 制作協力 - 日本アニメーション
- アニメーション制作 - アートランド